# Pio Joris
Pio Joris (Roma, 8 giugno 1843 – Roma, 6 marzo 1921) è stato un pittore, incisore e acquarellista italiano, appartenente alla cerchia dei seguaci romani di Mariano Fortuny, noto per uno stile caratterizzato dalla commistione di verismo genuino e piacevolezza di tocco, sfarfallante e brioso.
Pittore conosciuto per la tendenza fondamentalmente commerciale, era tuttavia considerato nella Roma di fine Ottocento uno dei massimi pittori. Partecipò alle principali esposizioni italiane e internazionali vincendo spesso i primi premi e ottenendo talvolta successi indiscutibili (Esposizione di Monaco, 1869; Esposizione di Vienna, 1873; mostre parigine; Esposizione Internazionale di Roma, 1883 e 1911; Esposizione Universale di Parigi, 1878 e 1900, solo per citare le principali).
I temi trattati più di frequente sono stati quelli del folklore romano, dipinti in maniera accattivante e che incontravano il favore della nascente borghesia; ad ogni modo si occupò anche di quadri di soggetto storico come La fuga di papa Eugenio IV della Galleria Nazionale d'Arte Moderna di Roma. 

## Tra Roma e Napoli
La prima attività pittorica di Pio Joris si pone come punto di incontro della cultura pittorica romana e partenopea del secondo Ottocento. Romano di nascita e di formazione accademica, Joris ha sempre ricevuto stimoli dal mondo artistico napoletano: Edoardo Pastina, un pittore di paesaggio originario di Napoli, fu il suo primo maestro, mentre all'Esposizione Nazionale di Firenze del 1861 furono proprio i napoletani a dare al pittore i maggiori stimoli per ricominciare a studiare la pittura dedicandosi totalmente al vero. Fu allievo di Achille Vertunni con cui compì un viaggio a Sorrento e Napoli durante il quale poté conoscere personalmente Filippo Palizzi e Domenico Morelli ed entrare in contatto con la Scuola di Resìna che portarono il pittore alla creazione di uno stile personale basato sulle suggestioni ricevute. Joris tuttavia fu sempre legato al mondo artistico meridionale: bisogna tener presenti gli spunti che prese, in età matura, dalla pittura di Francesco Paolo Michetti. Fu molto amico del pittore Attilio Simonetti.

## L'amicizia con Mariano Fortuny

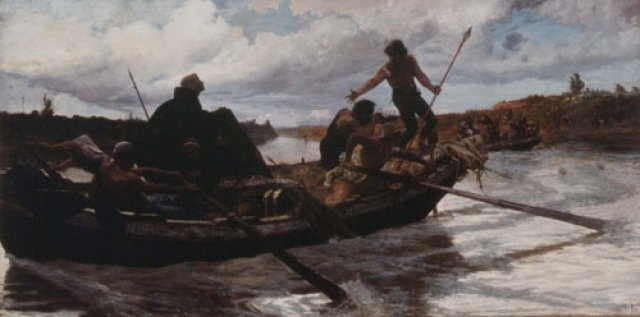
Fuga di papa Eugenio IV (1883), Galleria Nazionale d'Arte Moderna di Roma.

La figura di Pio Joris è stata spesso accostata a Mariano Fortuny, del quale il pittore romano fu amico e ammiratore, in maniera spesso dispregiativa. A monte di tutto questo, c'è la tendenza della critica a puntare l'accento sulla pittura commerciale di Fortuny, tralasciando quelle che furono invece le sperimentazioni del catalano, volte alla ricerca di un nuovo naturalismo non lontane dagli esiti che si stavano raggiungendo nello stesso periodo nel resto d'Europa. Una lettura nuova dell'opera di Fortuny proposta ultimamente dalla critica, lontana dagli stereotipi che la hanno accompagnata per più di un secolo, ci porta anche a valutare in maniera diversa gli effetti che hanno avuto sullo Joris. Certamente il contatto con Fortuny ha portato l'artista una tendenza ad adottare una pennellata briosa e virtuosa e allo stesso tempo ha conferito un cromatismo più acceso e brillante. Il pittore di Reus infatti era tutto concentrato alla ricerca di una accesa luminosità, dipingendo su preparazione bianca e con pennellate guizzanti per creare effetti luministici, scaturita dalla sua riflessione sui maestri Spagnoli del passato e allo stesso tempo sulle suggestioni che in quegli anni arrivavano dal Giappone. 
Joris, meglio di ogni altro pittore romano, ha saputo cogliere le novità di Fortuny, non fermandosi al dato superficiale, ma aggiornando, nel corso degli anni Settanta, la sua pittura ai nuovi valori cromatici e naturalistici, per di più considerando che Joris e Fortuny passeranno del tempo insieme in Spagna a dipingere, in un soggiorno denso di conseguenze per il pittore romano. Negli stessi anni si verificava a Portici, in seguito al soggiorno del catalano nel 1874, poco prima della sua morte, una nuova riflessione sul modo di dipingere e che ha il suo più compiuto esempio nella "Processione del Corpus Domini a Chieti" (Collezione Privata) di Francesco Paolo Michetti del 1877. "Dopo la benedizione" (Collezione privata), fece vincere a Joris una medaglia d'oro e mille lire all'Esposizione di Napoli del 1877 e catapultò il pittore tra i principali pittori italiani degli anni Settanta, coloro che partendo dalle intuizioni fortunyane crearono “l'Impero del Bianco”, come proposto dal pittore e critico pugliese Francesco Netti, dove la pittura di luce si concretizza con uno schiarimento della tavolozza, colori piatti e fondo bianco.

## Il rapporto con la Maison Goupil e Parigi

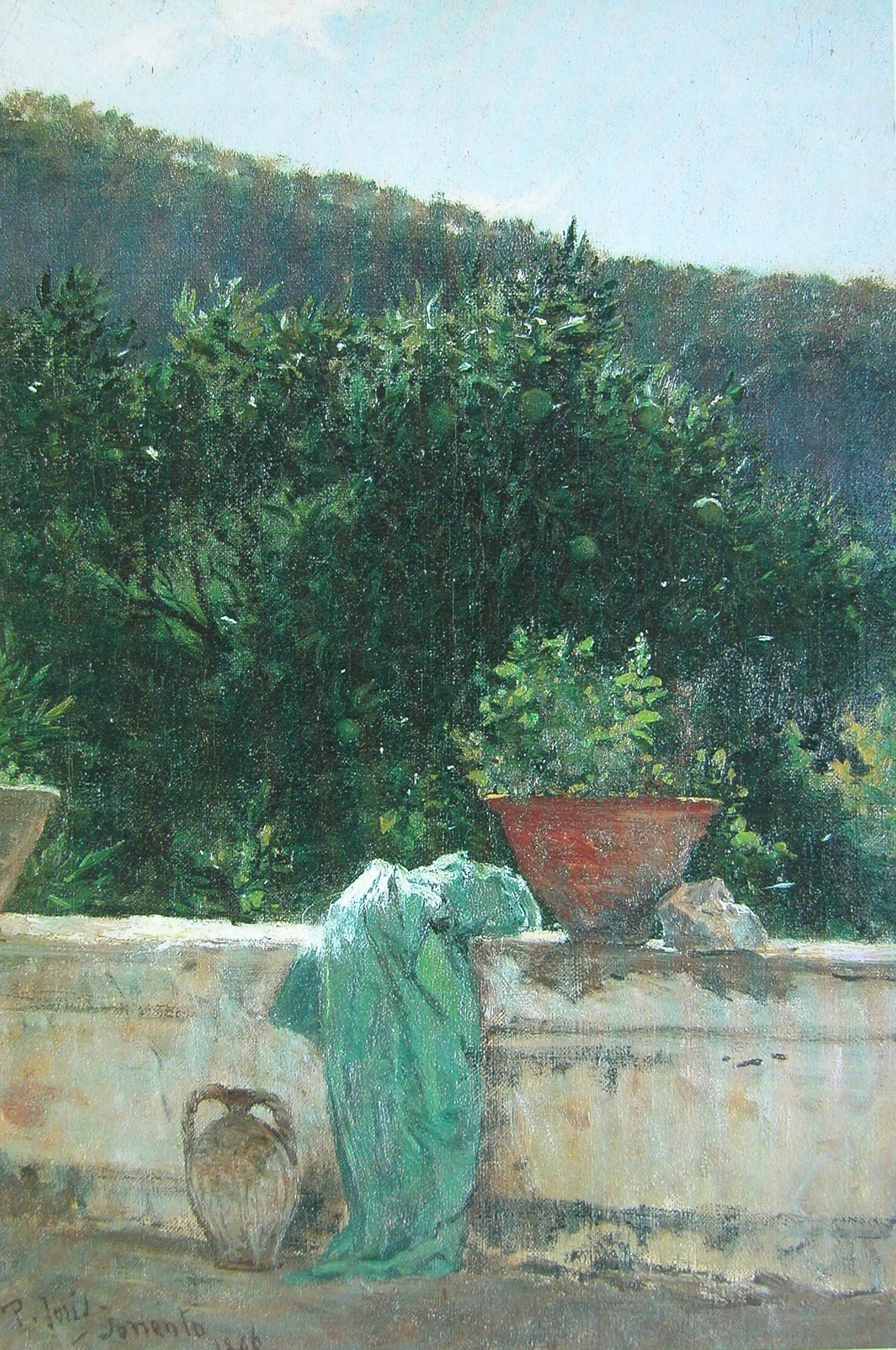
La terrazza (1866), Galleria Nazionale d'Arte Moderna di Roma.

Mariano Fortuny fu verosimilmente il tramite tra Joris e il mercante d'arte Adolphe Goupil, al quale il pittore romano sarebbe stato legato dal 1868 al 1875. Goupil in Italia era alla ricerca di quadretti con aneddoti tratti dal folklore laziale e campano immerse in ambientazioni naturalistiche e luminose, temi trattati ampiamente dal pittore romano. Questo ingaggio portò inevitabilmente Joris ad un successo che andava oltre l'Italia, testimoniato dalle frequenti partecipazioni ai Salon parigini – in cui la pittura di genere trionfava sempre più – e divenuti ormai delle vetrine per ricchi acquirenti. Ma i soggiorni parigini di Joris furono più stimolanti, negli anni Settanta, per via dei contatti che l'artista romano ebbe con De Nittis e Zandomeneghi, che lo portarono a contatto col mondo impressionista del quale coglierà suggestioni che adattò ai propri interessi.

## Joris nel contesto romano
Joris fu uno degli artisti più noti del panorama artistico e culturale romano, dagli anni Settanta fino alla morte; fu tra i primi esponenti dell'Associazione Artistica Internazionale, tra i dieci fondatori della Associazione degli Acquarellisti romani, partecipò quasi ogni anno alle esposizioni degli Amatori e Cultori di Belle Arti, ma restò estraneo ai circoli culturali nati in seno al Simbolismo. Era molto amato per via del proprio carattere espansivo e simpatico, benvoluto dai colleghi e dalla critica a lui contemporanea.
La figura di Pio Joris fu tra le più centrali e importanti del panorama della pittura romana dell'Ottocento, in particolare in seno all'esperienza della pittura di paesaggio, con dipinti pulsanti di luce e atmosfera legati principalmente agli interessi luministici e chiaroscurali, al rapporto col vero e con la natura anche alla luce dell'aggiornamento europeo compiuto attraverso Fortuny ed alle esperienze parigine. I suoi taccuini dimostrano che per tutto il percorso artistico fu legato alla campagna e a Roma (Con Ettore Roesler Franz, fu il pittore degli angoli di Roma che andavano sparendo sotto i nuovi quartieri della Capitale) attento soprattutto ai tagli compositivi e alla resa atmosferica. 
Nonostante sia stato un fecondissimo artista, le opere nei musei e nel mercato antiquario sono limitate; resta tuttavia un artista spesso presente nelle maggiori aste italiane con valutazioni che vanno dai 500 ai 50.000 euro.
L'interesse per la luce è la costante della pittura di Joris: La Terrazza (Roma, Galleria Comunale d'Arte Moderna) è innegabilmente il suo capolavoro giovanile in cui la luce è unica protagonista. Negli anni Novanta i suoi lavori risentirono di spunti michettiani per i temi legati ai riti religiosi, alle processioni, agli interni di chiese. In queste opere le vibrazioni luministiche quasi sfaldano le figure, come nel Giovedì Santo (Roma, Galleria dell'Accademia di San Luca) considerato dalla critica a lui contemporanea come il suo capolavoro.

## Le opere principali

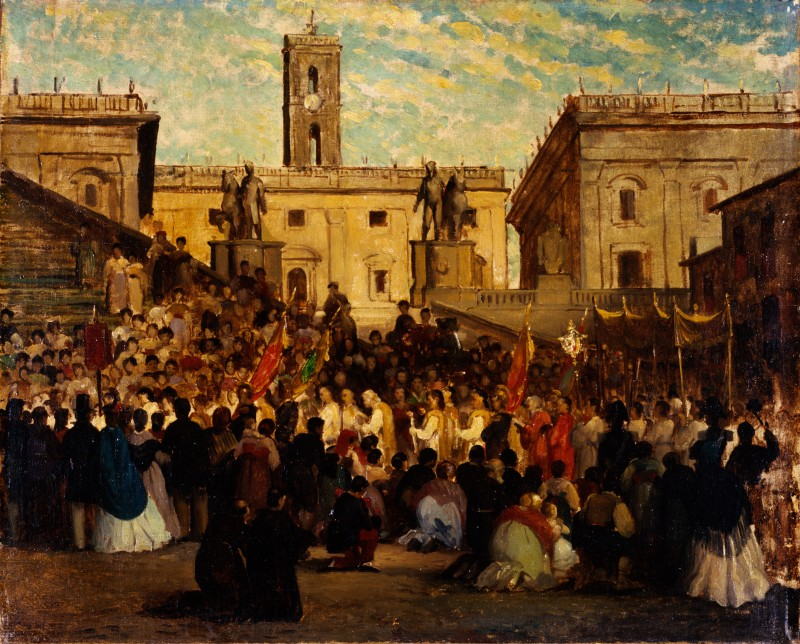
Processione all'Aracoeli, 1870 ca. (Fondazione Cariplo).

- Passeggiata di Pio IX al Pincio, 1864, Roma, Museo di Roma.
- La Terrazza, 1866, Roma, Galleria Comunale d'Arte Moderna.
- Veduta del Tevere con Tempio di Vesta, 1866-1867, Roma, Museo di Roma.
- La Via Flaminia, una mattina di domenica, 1869, Ubicazione ignota, (vincitrice della Medaglia d'Oro all'Esposizione di Monaco del 1869).
- Donne al lavatoio, 1868-70, Proprietà privata.
- Dopo la benedizione, 1877, Proprietà privata, (Esposizione artistica internazionale di Napoli).
- La fuga di Papa Eugenio IV, 1883, Roma, Galleria Nazionale d'Arte Moderna (Esposizione Internazionale di Roma, 1883).
- Preti in processione in una chiesa romana, 1899, Trento, M.A.R.T.
- Giovedì santo, 1900, Roma, Galleria dell'Accademia di San Luca, (premiata all'Esposizione Universale di Parigi, 1900).
- La processione delle Ammantate a San Pietro, 1900, Ubicazione ignota, (premiata all'Esposizione Universale di Parigi, 1900).
- Mercato a Campo de Fiori, 1908, Milano, Galleria d'Arte Moderna.